# كوبي كريسبين
كوبي كريسبين (بالإنجليزية: Cobi Crispin)‏ مواليد 22 ديسمبر 1988، هي لاعبة كرة سلة على الكراسي المتحركة أسترالية. تلعب في مركز الهجوم. شاركت في الألعاب البارالمبية الصيفية 2008 والألعاب البارالمبية الصيفية 2012.

## روابط خارجية
- كوبي كريسبين على موقع Paralympic.org (الإنجليزية)